# سونغ جون
سونغ جون هو عارض وممثل كوري جنوبي، ولد في 10 يوليو 1990 بسول في كوريا الجنوبية.

## أعمال

### أفلام
- (2013) قصص رعب 2

### مسلسلات
- المجتمع الراقي
- ايسلاند[4]

## وصلات خارجية
- سونغ جون على موقع IMDb (الإنجليزية)
- سونغ جون على موقع ألو سيني (الفرنسية)
- سونغ جون على موقع ميوزك برينز (الإنجليزية)
- سونغ جون على موقع قاعدة بيانات الفيلم (الإنجليزية)
- سونغ جون على موقع كينوبويسك (الروسية)